# Case rurali toscane

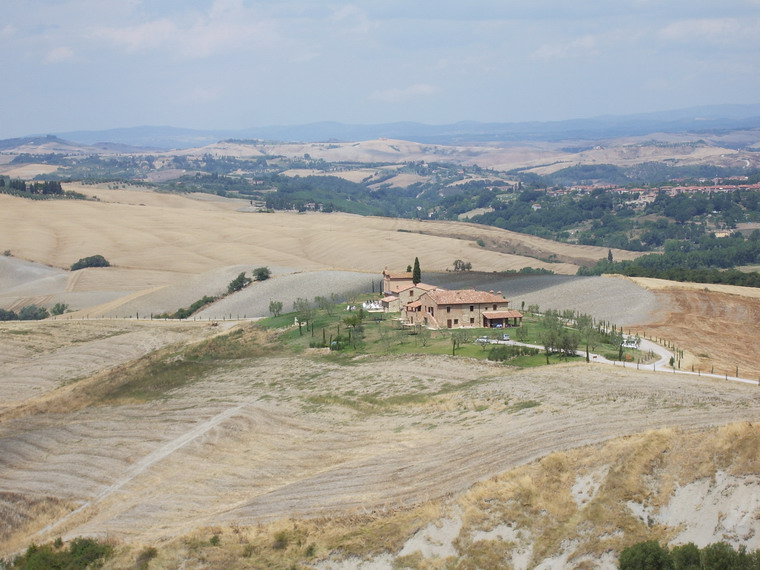
Casa rurale nei pressi di Asciano (SI)

Le case rurali toscane, note anche come case coloniche o casolari toscani, sono insediamenti poderali, quasi sempre legati alla mezzadria, generalmente isolati nella campagna, che contraddistinguono in modo inequivocabile gran parte del paesaggio della Toscana.

## Caratteristiche generali
In generale la casa colonica corrispondeva ad un podere, cioè ad un appezzamento adibito ad uno sfruttamento agrario autonomo; la sua localizzazione all'interno del podere permetteva di sfruttare in condizioni ottimali la forza lavoro di tutta la famiglia.
Queste dimore, generalmente in pietra o in muratura mista, si sviluppano quasi sempre su due o più livelli, con il tetto rivestito dalle tipiche tegole (coppi ed embrici) in laterizio. Il complesso edilizio (casa ed annessi) doveva essere in grado di far fronte a tutte le esigenze legate alle varie attività di allevamento, coltivazione e operazioni successive alla raccolta dei prodotti agricoli. Alla casa si affianca, pertanto, l'aia dove trebbiare i diversi cereali; tale superficie generalmente coincideva con l'area antistante la facciata principale della casa, posta a sud, ed era spesso l'unica pavimentata in pietra, oltre ad accogliere uno o più alberi come il noce che dovevano assicurare ombra d'estate.
Sempre accanto alla casa spesso si trovava un'area recintata (corte), frequente in epoca medievale e poi andata in disuso, utilizzata per tenere il pollame e gli attrezzi agricoli più ingombranti. Gli spazi per il pollaio, la stalla per il bestiame più grosso ed il porcile erano ricavati in vari modi, per lo più in annessi posti spesso a nord.
Nel complesso edilizio era presente quasi sempre una colombaia, produttrice questa, oltre che di piccioni da mangiare, della colombina, uno dei concimi più ricercati e che in origine sorgeva isolata nei pressi della cassa contadina e che solo in un secondo tempo assunse la forma classica di torretta appoggiato sul tetto della casa.
All'interno del podere erano presenti inoltre il forno per cuocere il pane, il pozzo o più raramente la cisterna, una o più capanne accanto alla casa contadina oppure in mezzo ai campi,  con funzioni di riparo provvisorio per il lavoratore, o di locale dove riporre attrezzi e prodotti.
Potevano essere presenti a volte strettoi da vino e frantoi per le olive, e ogni tanto anche la fornace per seccare i fichi, ubicati talvolta in appositi edifici, ma spesso in un vano attiguo alla casa contadina.

## Origini
Le prime case rurali toscane risalgono al Cinquecento, quando nelle campagne iniziarono ad essere costruiti fabbricati per ospitare le famiglie del fattore e dei contadini. Questi insediamenti si sviluppavano generalmente presso preesistenti "case da lavoratore" o isolate fortificazioni o torri di avvistamento di epoca medievale, che spesso venivano incorporate nei nuovi fabbricati cinquecenteschi.
Nel Settecento le riforme agrarie che interessarono il Granducato di Toscana diedero un ulteriore impulso sia alla costruzione di nuove case coloniche e fattorie, che alla ristrutturazione di quelle di epoca precedenti. Un contributo importante per lo studio delle case rurali fu dato da Ferdinando Morozzi che nel 1770 pubblicò un trattato sulle case contadine in Toscana.
Nel corso del Novecento, il fenomeno dell'urbanizzazione ha portato ad un progressivo spopolamento delle campagne e ad un progressivo degrado di vari insediamenti rurali. Fortunatamente, nella seconda metà del secolo scorso, è iniziato un fenomeno di riscoperta e valorizzazione delle case rurali toscane, grazie anche a molti cittadini stranieri (soprattutto inglesi e tedeschi) che, in particolar modo nell'area del Chianti fiorentino e senese, hanno investito i loro capitali per il recupero di molti casolari in stato di abbandono, trasformandoli in aziende agricole ed agriturismi. Ben presto, tutte le altre aree rurali della regione sono state interessate da questo processo che ha permesso alle case rurali di diventare una parte integrante del paesaggio toscano.

## Tipologie
In base alle funzioni alle quali erano adibite in passato, le case rurali toscane possono presentarsi secondo un modello di tipologia residenziale o secondo uno schema di tipo aziendale.
- Tipologia residenziale, presenta un unico fabbricato con il rustico ospitato al pian terreno e i piani superiori adibiti ad abitazione.
- Tipologia aziendale, costituito da un edificio principale interamente adibito ad abitazione e una o più strutture distaccate dove vi erano i rustici e gli annessi vari.

Inoltre, ogni zona della Toscana si caratterizza per le proprie varianti tipiche; le diverse varianti residenziali presentano comunque il fabbricato di pianta rettangolare, talvolta con scala esterna che conduceva direttamente all'abitazione del piano superiore.

## Casolari aretini, fiorentini e senesi
Le tre varianti di case rurali si caratterizzano per tipologia residenziale.
La variante aretina presenta generalmente sia il portico che le logge, quella fiorentina soltanto il portico, mentre la senese è molto spesso senza portico. In Val di Chiana e in alcune aree del Chianti senese, aretino e fiorentino l'edificio residenziale può culminare con una caratteristica torre colombaia.
Nella Val d'Orcia senese, ai piedi del monte Amiata, è poi rinvenibile un paesaggio di grande valenza ambientale, caratterizzato dai filari di cipresso che conducevano alla residenza di campagna, ove dimoravano nei secoli scorsi il padrone terriero e, nei casali annessi, i contadini (mezzadri o salariati) addetti ai lavori dei campi.

## Casolari lucchesi
I casolari delle zone rurali attorno alla città di Lucca si contraddistinguono per caratteristiche miste residenziali-aziendali.
Le case rurali lucchesi si dispongono generalmente attorno ad un cortile interno quadrangolare che in passato era adibito ad aia. Gli edifici (abitazioni e rustici) possono disporsi sia su tutti e quattro i lati, che su tre lati (in questo caso l'ultimo lato può rimanere aperto o essere chiuso da un muro di modesta altezza).

## Casolari pistoiesi e pisane
I casolari pistoiesi e pisani, che caratterizzano le aree pianeggianti tra le città di Pistoia e Pisa, costituiscono diffusi modelli residenziali. 
Queste case rurali sono generalmente costituite da una serie di edifici residenziali riuniti tra loro per ospitare più famiglie; più raramente, sono ravvisabili annessi riconducibili al modello aziendale.

## Casolari maremmani
I casolari maremmani sono tipici insediamenti rurali di tipo aziendale, più consono e funzionale per le intensive attività di agricoltura ed allevamento.
Nelle case rurali maremmane, il fabbricato principale era adibito ad abitazione, mentre gli edifici secondari, disposti attorno alla struttura padronale, comprendevano granai, stalle ed annessi vari. In alcune case rurali maremmane, è ben evidente l'influenza di elementi stilistici spagnoli che si mescolano a quelli tradizionali toscani, soprattutto nella zona a sud di Grosseto dove, fino alla prima metà dell'Ottocento, l'area attorno all'Argentario apparteneva allo Stato dei Presidii.
Nell'entroterra settentrionale ed orientale e, in modo minore, nella Maremma grossetana, sono ravvisabili anche tipologie residenziali con influssi senesi. In alcuni casi, il complesso è raggiungibile attraverso strade sterrate ombreggiate da filari di alberi, con alternanza di pini e cipressi.

## La casa colonica "buontalentiana"
Viene definita in tal modo un modello di casa colonica che si impone tra XVIII e XIX secolo, soprattutto per la committenza e proprietà granducale, caratterizzate da un impianto simmetrico incentrato su portico e torre colombaria, fatto risalire, in genere, a modelli buontalentiani, come gli annessi della Villa medicea di Artimino.
Si possono ricordare, come esempi di tale tipologia, le case coloniche della tenuta granducale di Poggio a Caiano e quelle più tarde della bonifica della Val di Chiana.